# Heart-Shaped Box
Heart-Shaped Box är en singel från 1993 av det amerikanska grungebandet Nirvana, vilken släpptes som huvudsingeln från bandets tredje studioalbum In Utero. "Heart-Shaped Box", som skrevs av Nirvanas sångare Kurt Cobain, blev bandets första topp 5-singel i Storbritannien och hamnade som bäst på plats 1 i USA. Cobain har sagt att inspirationen till låten kom från dokumentärer gjorda om barn med cancer även om vissa recensenter ansåg att den istället handlar om Cobains förhållande med sin fru Courtney Love. "Heart-Shaped Box" var den sista låten som Nirvana spelade vid sin sista konsert någonsin.
Nirvana spelade in "Heart-Shaped Box" första gången i januari 1993, men det var först månaden efter som albumversionen av låten spelades in. Bandet hade haft svårigheter med att fullborda "Heart-Shaped Box" och det var först när låten var helt färdigskriven som Cobain förstod hur bra den egentligen var. När "Heart-Shaped Box" spelades in i februari 1993 var varken Cobain eller Krist Novoselic nöjda med den första mixningen av låten. "Heart-Shaped Box" mixades därför om av Scott Litt och under denna mixning tog Cobain tillfället i akt att lägga till både en akustisk gitarr och en harmonistämma i låten.
Musikvideon regisserades av Anton Corbijn även om Kevin Kerslake, som hade regisserat fyra av Nirvanas tidigare musikvideor, först var tänkt att stå för regin. Corbijn var till en början osäker på om han ville regissera musikvideon eller inte, men efter att han hade läst igenom Cobains förslag blev han imponerad och gick med på att ställa upp. Musikvideon vann två MTV Video Music Awards, i kategorierna Best Alternative Video och Best Art Direction 1994, och låten hamnade överst i musikvideokategorin på The Village Voices lista Pazz & Jop 1993.

## Bakgrund och inspelning
Kurt Cobain skrev "Heart-Shaped Box" tidigt under 1992. Cobain glömde sedan bort låten för ett tag, men började arbeta med den igen när han och hans fru Courtney Love flyttade in i ett hus i Hollywood Hills i Los Angeles, Kalifornien. I en intervju med Rolling Stone 1994 sade Love att hon hörde när Cobain spelade några gitarriff inne i en garderob. Love ska då ha frågat Cobain om hon kunde få använda några av gitarriffen till en av sina låtar, men Cobain ska ha svarat henne att "dra åt helvete" och efter det stängde han garderobsdörren. Love sade att Cobain försökte hålla låten hemlig, men att hon från undervåningen kunde höra hur han övade på gitarriffen. Cobain och Love delade på en dagbok där de brukade skriva ned sina låttexter i och Cobains levnadstecknare Charles R. Cross lade märke till hur Loves sätt att skriva låtar hade inflytande på Cobain. Låtens namn kom från en hjärtformad ask (innehållande små leksaker, snäckskal och kottar) som Love hade gett till Cobain. Dock var Cobains ursprungliga namn på låten "Heart-Shaped Coffin".
Nirvana hade svårigheter med att fullborda låten och Cobain bad Krist Novoselic och Dave Grohl om hjälp med att skriva färdigt låten under deras jamsessioner. Cobain har sagt att han förväntade sig att Novoselic och Grohl skulle underlätta hans arbete med låten, men de lyckades enbart skapa vad Cobain kallade för "oljud". Cobain gav till slut "Heart-Shaped Box" en sista chans att bli fullbordad innan han förkastade den. Han lyckades då få ihop en melodi till sin sång och Nirvana lyckades till slut skriva färdigt låten. Det var först när "Heart-Shaped Box" var helt klar som Cobain förstod att det var en bra låt de hade skapat.
I januari 1993 spelades "Heart-Shaped Box" in för första gången tillsammans med producenten Craig Montgomery i Rio de Janeiro, Brasilien och det var den första låten som spelades in under denna session. Versionen som kom med på In Utero spelades in månaden efter, då med producenten Steve Albini i Pachyderm Studio i Cannon Falls, Minnesota. "Heart-Shaped Box" mixades av Scott Litt eftersom Cobain inte var nöjd med den första mixningen av låten. Han tyckte att sången och basen inte var tillräckligt framträdande och Novoselic har även sagt att han inte heller var nöjd med den första mixningen av låten. Novoselic sade i en intervju med tidningen Chicago Sun-Times 1993 att han var mest missnöjd med hur effektpedalen användes under gitarrsolot. När Litt sedan mixade om låten tog Cobain tillfället i akt att lägga till både en akustisk gitarr och en harmonistämma i låten.

## Komposition och låttext

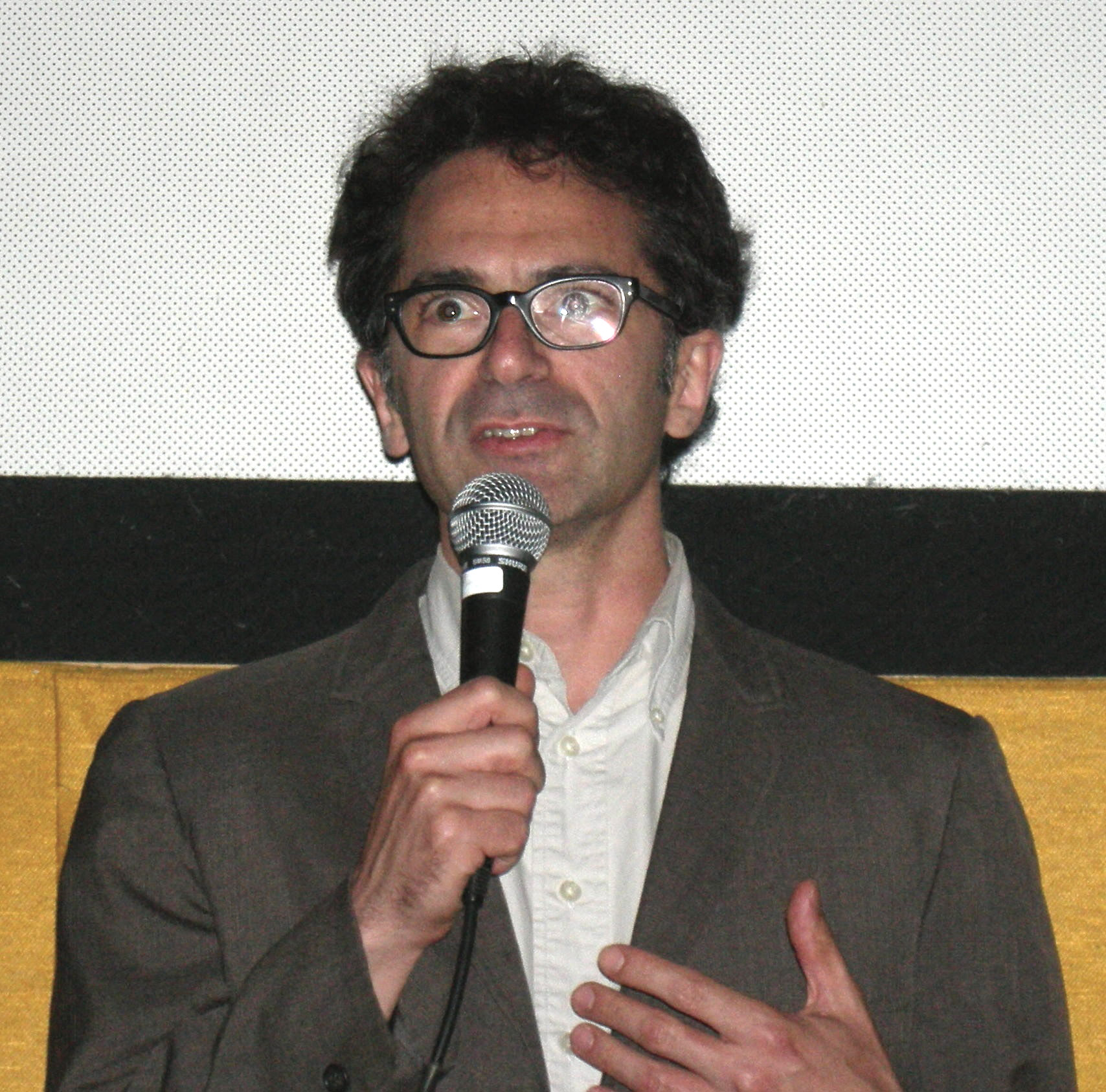
Nirvanas levnadstecknare Michael Azerrad (på bilden) ansåg att "Heart-Shaped Box" handlade om Cobains förhållande med Love.

Cobain har sagt att inspirationen till "Heart-Shaped Box" kom från dokumentärer gjorda om barn med cancer. Nirvanas levnadstecknare Michael Azerrad skrev att Cobain hade sagt till honom att när han tänkte på barn som drabbats av cancer gjorde det honom mer sorgsen än något annat han kunde tänka på. Azerrad drog slutsatsen att även om Cobain sade att låten handlade om barn med cancer ansåg han att den istället handlade om Cobains förhållande med Love. Cross skrev i sin biografi om Cobain att textraden "I wish I could eat your cancer when you turn black" var Cobains invecklade sätt att säga att han älskade Love. Cobain har sagt att refrängen "Hey, wait, I've got a new complaint" var ett exempel på hur han uppfattades av massmedia. Love hävdade att delar av låttexten handlade om hennes slida. Novoselic ansåg att "Heart-Shaped Box", tillsammans med "All Apologies", var inkörsportar som gav de andra låtarna på albumet ett mer strävt ljud.
Journalisten Gillian Gaar beskrev "Heart-Shaped Box" som en klassisk Nirvana-låt, som har ett återhållsamt och fallande gitarriff under versen för att sedan nå full intensitet i refrängen. Mark Deming från Allmusic ansåg att även om låten inte handlade om just Cobains och Loves förhållande verkade den handla om två personer som hade en dysfunktionell relation till varandra. Deming skrev, precis som Gaar, att låten visade på Nirvanas klassiska komposition med en tyst och lugn vers och en tyngre och mer högljudd refräng. Deming gav även en eloge till Novoselics basspelande, Grohls trummande och Albinis produktion, vilka han ansåg lyfte fram Cobains sång och gitarrspelande på ett väldigt bra sätt.

## Lansering och mottagande
I USA lanserades "Heart-Shaped Box" av DGC Records, då främst till college-, alternativ rock- och AOR-radiostationer tidigt i september 1993. Det fanns från början inga planer på att släppa "Heart-Shaped Box" som en singel i USA, fast låten släpptes som en singel i bland annat Europa via Geffen Records. Den dåvarande marknadschefen för Geffen Records sade i en intervju med Billboard att de inte medvetet planerade att låten skulle nå någon högre placering på topplistorna. Marknadschefen sade även att Nirvanas dragningskraft låg i vilka de var och inte i om de släppte en hitlåt eller inte. "Heart-Shaped Box" nådde som bäst plats 1 på Modern Rock Tracks, men även plats 5 på UK Singles Chart och plats 16 i Sverige. En hjärtformad utgåva av singeln släpptes under 2013, tjugo år efter den ursprungliga lanseringen av In Utero.
"Heart-Shaped Box" kom på en delad andraplats på The Village Voices lista Pazz & Jop över 1993 års bästa singlar; en placering som delades med Digable Planets "Rebirth of Slick (Cool Like Dat)" och där The Breeders singel "Cannonball" kom på förstaplatsen. Låten kom 2004 på plats 4 när New Musical Express listade de tjugo bästa Nirvana-låtarna någonsin och 2011 placerade tidskriften "Heart-Shaped Box" på plats 6 på listan "Nirvana: Ten Best Songs". "Heart-Shaped Box" röstades fram som den tredje bästa Nirvana-låten genom tiderna av läsarna av Rolling Stone, kom på plats 6 på listan "10 Best Nirvana Songs" av Loudwire och på plats 6 på listan "15 Greatest Nirvana Songs" av Slant Magazine. "Heart-Shaped Box" listades på plats 3 på "10 Best Nirvana Songs" av Diffuser.fm och kom även med på listan "The 15 Best Nirvana Songs Not On Nevermind" från 2011 av Paste. 1999 röstade läsarna av Kerrang! fram låten till plats 10 på listan "100 Greatest Rock Tracks Ever!". "Heart-Shaped Box" hamnade på plats fyra över de 20 mest spelade Nirvana-låtarna någonsin i Storbritannien, vilket var en lista framtagen av Phonographic Performance Limited för att hedra Cobains 50-årsdag den 20 februari 2017.

## Musikvideo

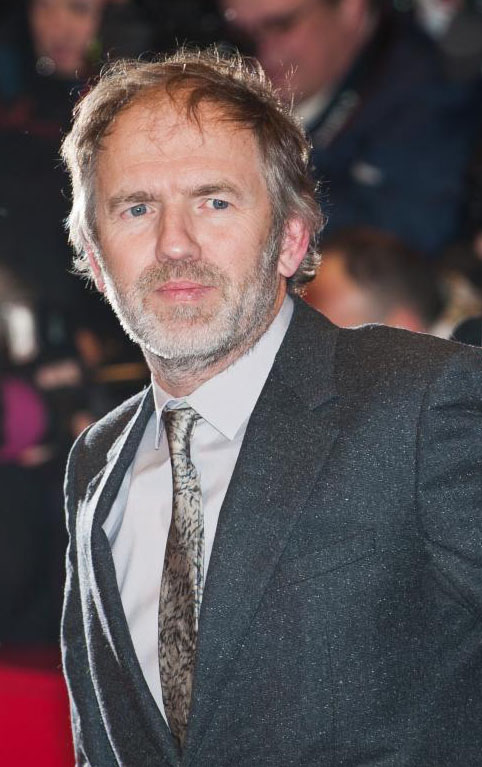
Musikvideon till "Heart-Shaped Box" regisserades av Anton Corbijn.

Musikvideon till "Heart-Shaped Box" var först tänkt att regisseras av Kevin Kerslake, som tidigare hade regisserat bandets musikvideor till singlarna "Come as You Are", "Lithium", "In Bloom" och "Sliver". Kerslake tog fram fem musikvideoförslag från juli till augusti 1993, men eftersom ingen överenskommelse ägde rum mellan Kerslake och Nirvana valde bandet att i slutändan arbeta med Anton Corbijn istället. Corbijn var från en början osäker på om han verkligen ville arbeta med Nirvana, då han brukade komma på sina egna idéer för musikvideor och Cobain hade presenterat väldigt detaljerade instruktioner på vad som skulle vara med i musikvideon. När Corbijn läste igenom Cobains instruktioner blev han imponerad och bestämde sig för att gå med på att regissera musikvideon. Corbijn har också sagt att Cobain kände till hans samarbete med Echo & the Bunnymen och att det låg till grund för att Corbijn blev vald som regissör.
Musikvideon börjar och slutar i en sjukhussal, där en äldre man ligger i en säng och får dropp. Det mesta av handlingen utspelar sig utomhus i en surrealistisk miljö som delvis är inspirerad av Trollkarlen från Oz från 1939. I den första versen av låten klättrar den äldre mannen från sjukhussalen upp på ett kors, som är fyllt med kråkor. I den andra versen introduceras en yngre flicka iklädd en Ku Klux Klan-dräkt (spelad av Kelsey Rohr), som sträcker sig mot några foster som hänger i ett träd, och en överviktig dam i en dräkt som har mänskliga organ påmålad sig och änglavingar fastsatta på baksidan; hon ska enligt Corbijn representera Modergudinnan. I slutet av musikvideon befinner sig bandet utomhus under refrängen, där Cobains ansikte går in och ut ur fokus under större delen av scenen.
Även om det var Cobain som kom på de flesta av idéerna för musikvideon lade Corbijn till några egna saker såsom kråkorna på korset, en stege som den äldre mannen använde sig av för att klättra upp på korset och en förstorad låda med ett hjärta ovanpå som bandet befann sig i under den sista delen av musikvideon. En annorlunda version av musikvideon klipptes också ihop av Corbijn. Denna version innehåller fler scener med den yngre flickan och den överviktiga damen samt att det finns en scen där Cobain ligger på en vallmoäng med rök omkring sig. Denna version finns med på DVD-utgåvan av The Work of Director Anton Corbijn. Musikvideon spelades in i färg, men Corbijn gjorde sedan om materialet till svartvitt och skickade det till Mexiko där varje bildruta handmålades för att påminna om Technicolor. Corbijn antog att de tilltalande färgerna påverkade MTV att inte censurera musikvideon alls, trots att den hade kontroversiella teman i sig. "Heart-Shaped Box" var den mest visade musikvideon på amerikanska MTV vecka 44, 1993. Efter att musikvideon hade släppts stämde Kerslake Nirvana, där han hävdade upphovsrättsintrång. Parterna förlikades utan att en huvudförhandling krävdes.
Musikvideon vann två stycken MTV Video Music Awards i kategorierna Best Alternative Video och Best Art Direction 1994. Eftersom Cobain hade avlidit i april samma år togs priserna istället emot av Novoselic, Grohl och turnémedlemmen Pat Smear. "Heart-Shaped Box" hamnade i topp i musikvideokategorin på The Village Voices lista Pazz & Jop 1993. New Musical Express placerade musikvideon på plats 22 på deras lista "100 Greatest Music Videos". Time hade med "Heart-Shaped Box" på deras lista "The 30 All-TIME Best Music Videos", där de beskrev den som "vacker men fruktansvärd".

## Coverversioner
Flera artister har gjort coverversioner av "Heart-Shaped Box". Jay Smith, vinnaren av Idol 2010, uppträdde med "Heart-Shaped Box" i programmet den 15 oktober 2010, där denna låt sedan släpptes på albumet Det bästa från Idol 2010. Evanescence har släppt en akustisk liveversion av låten på deras singel "Going Under". Rachel Z Trio spelade in låten till deras album First Time Ever I Saw Your Face och den norska sångerskan Erlend Bratland sjöng in "Heart-Shaped Box" till sitt debutalbum True Colors. Sofia Allard har tolkat låten på sitt album Search & Destroy: A Punk Lounge Experience. Den israeliske pianisten Yaron Herman spelade in låten till sitt album Follow the White Rabbit och reggaeartisten Little Roy har spelat in en coverversion av "Heart-Shaped Box" på sitt Nirvana-inspirerade album Battle for Seattle. Dead Sara släppte 2013 sin version av låten, vilken kom med i en trailer för spelet Infamous Second Son. På hyllningsalbumet till In Utero, kallat In Utero, in Tribute, in Entirety, var det These Arms Are Snakes som spelade in en coverversion av "Heart-Shaped Box". Lana Del Rey har uppträtt med låten live och andra artister eller grupper som gjort coverversioner av "Heart-Shaped Box" är Ásgeir Trausti, Kawehi, Kiesza och Father John Misty.

## Låtlista
Alla låtar är skrivna och komponerade av Kurt Cobain, om inte annat anges. 
| Nr | Titel            | Kompositör | Längd |
| -- | ---------------- | ---------- | ----- |
| 1. | Heart-Shaped Box |            | 4:39  |
| 2. | Milk It          |            | 3:52  |
| 3. | Marigold         | Dave Grohl | 2:33  |

| 1. | Heart-Shaped Box                        |  | 4:39 |
| 2. | Heart-Shaped Box (Albini-mix från 1993) |  | 4:41 |
| 3. | Heart-Shaped Box (Albini-mix från 2013) |  | 4:40 |

## Topplistor
| Land eller världsdel               | Högsta listplacering |
| ---------------------------------- | -------------------- |
| Australien                         | 21                   |
| Belgien                            | 31                   |
| Finland                            | 14                   |
| Frankrike                          | 37                   |
| Irland                             | 6                    |
| Kanada                             | 17                   |
| Nederländerna (Nederlandse Top 40) | 32                   |
| Nederländerna (Single Top 100)     | 36                   |
| Nya Zeeland                        | 9                    |
| Storbritannien                     | 5                    |
| Sverige                            | 16                   |
| USA (Mainstream Rock)              | 4                    |
| USA (Modern Rock Tracks)           | 1                    |